# Benoît Mariage
Pour les articles homonymes, voir Bonmariage (homonymie).
Benoît Mariage est un réalisateur de télévision et de cinéma belge né le 19 juillet 1961 à Virton .

## Biographie
Licencié en Droit de l’UCL, il obtient ensuite en 1987 un diplôme de réalisation de l’Institut national supérieur des arts du spectacle de Bruxelles. Il entame sa carrière professionnelle par des reportages photographiques pour le journal Vers L'Avenir avant de faire ses premiers pas comme réalisateur dans le magazine de télévision de la RTBF Strip-tease, pour lequel il réalise de nombreuses séquences.
Il fonde ensuite sa propre maison de production pour laquelle il réalise plusieurs documentaires dont certains ont l’Afrique pour sujet. En 1992, il interprète un journaliste dans le film C'est arrivé près de chez vous. En 1997, il réalise son premier film de fiction : Le Signaleur, court métrage tourné en noir et blanc, avec lequel il décroche, entre autres, le Grand prix de la critique à Cannes ainsi que le Prix du Jury du festival de Clermont-Ferrand en 1998.
En 1999, Les convoyeurs attendent reçoit le Prix du Festival International du Film de Stockholm (Cheval de bronze). 
En parallèle de ses créations artistiques, il enseigne à l'IAD à Louvain-la-Neuve.

## Filmographie
- 1996 : La Terre n'est pas une poubelle (court métrage), avec Julos Beaucarne
- 1997 : Le Signaleur – (court métrage), avec Benoît Poelvoorde et Olivier Gourmet
- 1999 : Les convoyeurs attendent - avec Benoît Poelvoorde, Bouli Lanners, Dominique Baeyens
- 2000 : Némadis, des années sans nouvelles documentaire tourné en Mauritanie
- 2003 : L'Autre avec Dominique Baeyens, Jan Decleir
- 2007 : Cowboy avec Benoît Poelvoorde, Julie Depardieu, Gilbert Melki
- 2014 : Les Rayures du zèbre, avec Benoît Poelvoorde
- 2018 : Mon Ket de François Damiens (comme coscénariste)
- 2022 : Habib, la grande aventure